# Locomotiva FS 835
(Claudio Pedrazzini)
Le locomotive FS 835 sono state un gruppo di locomotive-tender a vapore delle Ferrovie dello Stato italiane (FS) adibite al servizio di manovra.
Progettate dagli ingegneri della Rete Mediterranea (RM) alla vigilia della nazionalizzazione sulla base del progetto delle locomotive RM 6807-6900 (poi FS 830), vennero costruite in 370 unità consegnate tra il 1906 e il 1922 e hanno prestato servizio fino al 1984 negli scali e nei raccordi di tutta la rete italiana.
All'inizio degli anni sessanta il carro (telaio, rodiggio e bielle) di alcune di esse, ormai destinate alla demolizione, fu utilizzato per la costruzione delle locomotive elettriche E.321, dei rimorchi motori E.322 e delle locomotive Diesel 234.

## Storia

### Premesse
Le locomotive del gruppo 835 FS sono state le prime locomotive a vapore italiane progettate espressamente per il servizio di manovra. Escludendo il precedente del gruppo poi FS 898, costituito da cinque unità ancora in servizio all'inizio del Novecento ma già da tempo relegate a servizi di manovra nelle officine, in precedenza a tale compito erano adibite, in tutte le aziende italiane, macchine da treni ormai inidonee al servizio di linea perché lente e poco potenti. Per esempio, nel 1902 la Rete Mediterranea aveva inserite nella propria categoria VI ("Locomotive-tender per servizio di manovra") le locomotive dei gruppi 5001-5002, 5101-5105 (poi FS 800), 5201-5204 (poi FS 823, infine FS 815) e 5301-5304 (poi FS 881, infine FS 899), alcune delle quali erano state in servizio sulla linea dei Giovi. Tale scelta, pur evitando i costi di progetto e di costruzione di veicoli appositi, era tuttavia un ripiego che incideva sulle spese d'esercizio giacché il regime e le condizioni di funzionamento tipici delle manovre sono differenti da quelli del servizio di linea.
Quando, nel 1905, Riccardo Bianchi e i suoi collaboratori dovettero unificare nelle FS gli uffici studi preesistenti stabilirono che il Servizio Materiale e Trazione si concentrasse nella sede di Firenze già dello stesso servizio della Rete Adriatica, e a esso vennero aggregati i progettisti già dell'Ufficio d'Arte della Rete Mediterranea, che dalla sua istituzione aveva sede a Torino.
Dovendosi impostare i piani e programmi per il rinnovo del parco trazione prevalse la linea progettuale dell'ufficio studi locomotive della ex Rete Adriatica perché esso aveva privilegiato l'economicità complessiva dell'esercizio. I progettisti della Rete Mediterranea, invece, s'erano concentrati sull'ottimizzazione del ciclo termodinamico. Tra i loro studi vi fu quello delle locomotive poi del gruppo 830 FS, che al momento della statalizzazione prestavano servizio in prevalenza sulle linee irradiantesi da Avellino.
Il programma di ammodernamento del parco locomotive impostato da Riccardo Bianchi e collaboratori (tra i quali Guglielmo Cappa e Giuseppe Zara), che si sarebbe dovuto completare entro il 1915, prevedeva la radiazione dei gruppi più antiquati e meno potenti e veloci, il mantenimento di quelli idonei a un traffico in rapido aumento e l'introduzione di gruppi del tutto nuovi (anche se alcuni di questi riprendevano gli ultimi progetti delle ex Reti): i gruppi 470, 625, 640, 680, 685, 690, 730, 740, 745, 835, 875, 895, 905, e 980. Essi, insieme a pochi altri, avrebbero caratterizzato la trazione a vapore italiana fino alla sua scomparsa.
Si deve sottolineare che tutti gli altri gruppi di locomotive-tender introdotti dopo il 1905 (828, 874, 875, 894, 905, 906, 980 e R.301) erano destinati al servizio di linea.

### Progetto

#### Il progetto originale della Rete Mediterranea

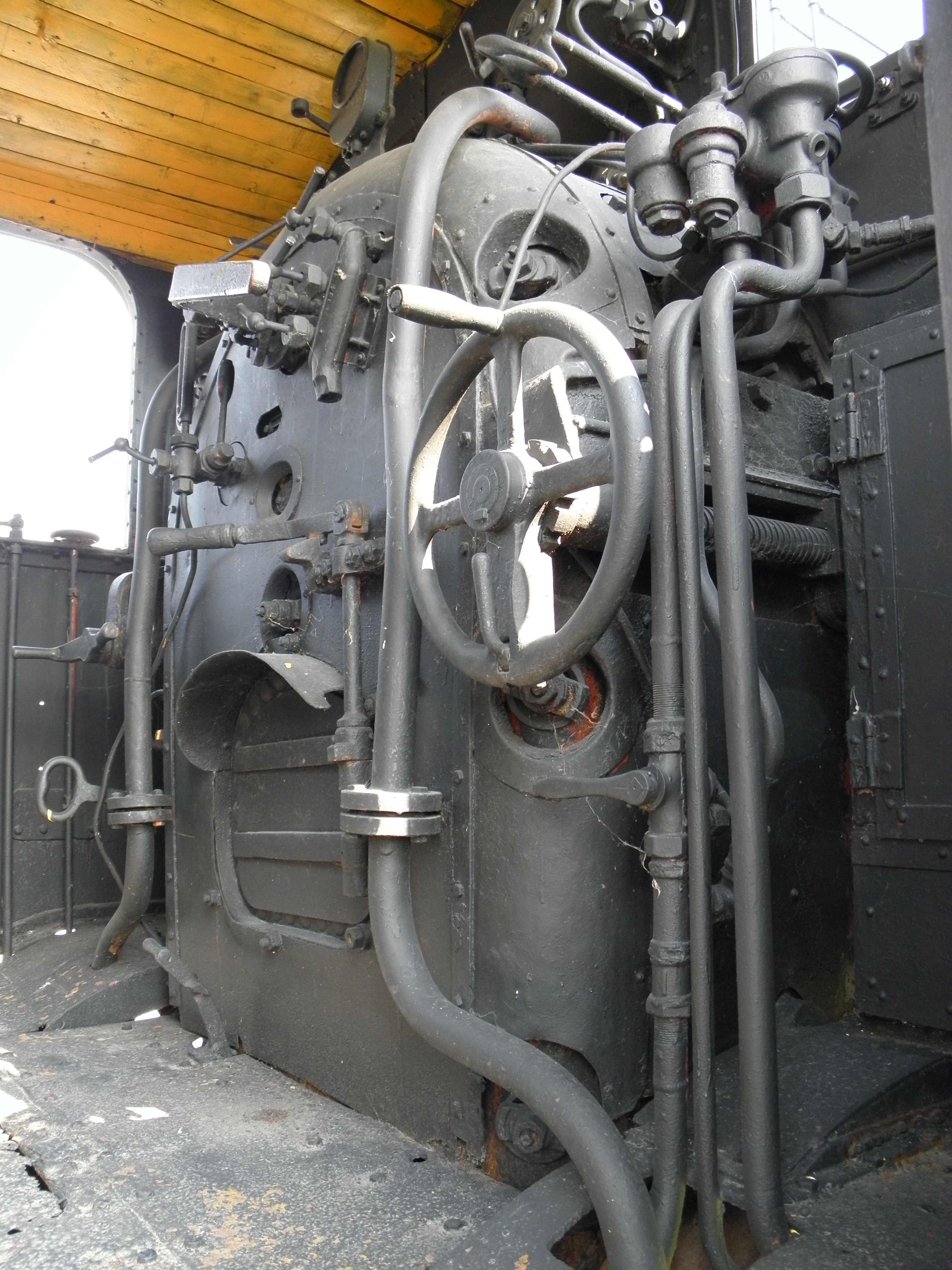
Interno della cabina della locomotiva FS 835.291 esposta nel centro commerciale "La locomotiva" di Campo San Martino, il 28 giugno 2014. Si identificano la boccaporta del forno, la leva di comando del regolatore e il volantino di comando del grado di introduzione del vapore nei cilindri e di comando del senso di marcia.

Macchine per servizi di linea, le 830 avevano un semplice motore a vapore saturo e a cilindri gemelli. Le ruote di piccolo diametro, il rodiggio con tre sale tutte motrici e la loro lunghezza più contenuta di quelle a tender separato, insieme ad altre caratteristiche, le fecero scegliere quali basi del progetto delle locomotive RM poi 835.
In aggiunta i progettisti della Rete Mediterranea introdussero alcune caratteristiche che resero le future 835 particolarmente idonee al compito da assolvere: la frenatura, della sola macchina e non del treno, fu affidata ai freni a ceppi, attivi su tutte e sei le ruote e azionati dal vapore spillato dalla caldaia. In tal modo fu evitata l'installazione del freno Westinghouse, col connesso impianto pneumatico, che essendo coperto da brevetti implicava il pagamento delle licenze. Inoltre fu installato il dispositivo Le Chatelier che, iniettando vapore fresco nei cilindri, permetteva la frenatura a controvapore e, caratteristica utilissima per le manovre, l'inversione del senso di marcia quando la macchina era ancora in moto.
La caldaia fu dotata di un fascio tubiero costituito da tubi lisci, e ciò causò una diminuzione della superficie di riscaldamento. Per disporre di una maggiore forza di trazione alle velocità più basse, tipiche delle manovre, fu aumentato il diametro dei cilindri del motore e ciò, insieme alla mancanza del compressore alimentante il freno pneumatico che avrebbe dovuto alimentare anche i freni dei veicoli, escluse l'utilizzazione delle 835 dai servizi di linea.

#### L'aggiornamento del progetto compiuto dalle Ferrovie dello Stato

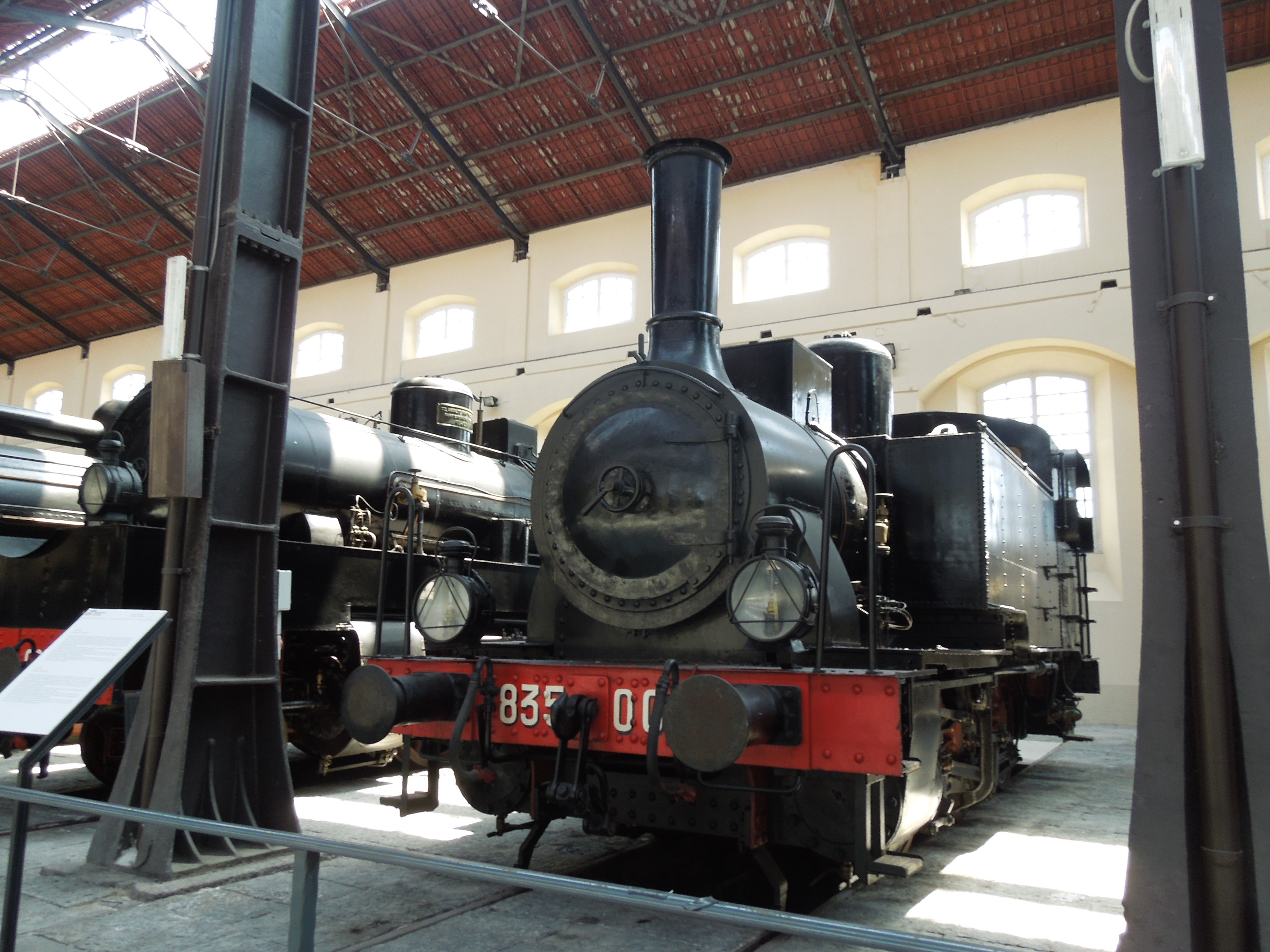
La locomotiva FS 835.001, prevista come RM 5401, nel Museo nazionale ferroviario di Pietrarsa il 2 agosto 2012. Si identificano la camera a fumo col camino, il duomo, il motore e parte del rodiggio col biellismo, la cassa dell'acqua, la sabbiera col tubo di adduzione all'eiettore e la cabina del personale di condotta. I mancorrenti sono del tipo d'origine. I fanali sono quelli originali a petrolio poi adattati per l'illuminazione elettrica.

La validità del progetto è dimostrata dal fatto che nel gennaio 1906, quando le prime venti unità non erano ancora state consegnate, le FS ne ordinarono altre dieci (FS 835.021-030), limitandosi ad apportarvi alcune modifiche di scarso rilievo, come quella delle fodere esterne del duomo (reso così del tutto liscio).
Su tutte le unità costruite venne adottato lo schema di verniciatura normale delle FS.
A partire dalle ordinazioni della terza serie (835.031-286) le modifiche, suggerite dalle esperienze dell'esercizio, divennero più vistose. Tra esse vanno citate quelle alla caldaia, che fu potenziata e dotata di accessori di tipo comune a quello di altri gruppi FS. La nuova caldaia fu scelta quale ricambio anche per le 835.001-030 e per tutte le macchine dei gruppi 829 e 830.
Inoltre fu aggiunta la valvola di rientrata dell'aria e fu eliminato il dispositivo Le Chatelier (il macchinista poteva comunque utilizzare la frenatura a controvapore, possibile in quasi tutti i tipi di locomotive a vapore, ma solo in casi d'emergenza).

### Costruzione
Tutte le 835 furono consegnate dopo l'inizio dell'esercizio di Stato. Quindi tutte, con l'eccezione dell'835.001 (e forse anche della 002), che fu consegnata con la marcatura RM 5401 sostituita dopo poche settimane con quella definitiva, prestarono servizio come macchine immatricolate FS.
La tabella riassume la cronologia della costruzione e delle consegne all'esercizio:
| Numeri di matricola FS | Quantità | Date di ordinazione | Date di consegna | Costruttori                           | Numeri di costruzione            | Note |
| ---------------------- | -------- | ------------------- | ---------------- | ------------------------------------- | -------------------------------- | --- |
| 835.001-020            | 20       | 1904 ?              | 1906             | Breda                                 | 786-805                          | |
| 835.021-030            | 10       | 1906                | 1907             | Breda                                 | 910-919                          | Secondo consegnate nel 1906. |
| 835.031-097            | 67       | 1907                | 1908             | Breda                                 | 950-990, 1001-1026               | Secondo consegnate dal 1906 al 1908. |
| 835.098-150            | 53       | 1908                | 1908-1909        | Breda                                 | 1027-1029, 1040-1089             | |
| 835.151-200            | 50       | 1909                | 1910-1911        | OM (23); OM (Napoli) (27)             | 287-336                          | |
| 851.201-254            | 54       | 1910                | 1911             | OM (22); OM (Napoli) (32)             | 355-408                          | |
| 835.255-286            | 32       | 1911                | 1912             | OM (Napoli)                           | 436-467                          | |
| 851.287-316            | 30       | 1914                | 1915-1916        | OM (Napoli) (28): OMI "Reggiane" (12) | 640-649, 652-655, 660-663, 26-37 | 835.303-304: secondo Jukka Nurminen citato in consegnate nel 1915. 835.305-310: secondo Jukka Nurminen citato in consegnate nel 1914. 835.311-316: secondo Jukka Nurminen citato in consegnate nel 1914. |
| 851.317-346            | 30       | 1919                | 1920-1921        | OM (12): OMI "Reggiane" (18)          | 741-752, 57-74                   | |
| 851.347-370            | 24       | 1919                | 1922             | Ansaldo (24)                          | 1221-1244                        | |

La numerazione usata nella tabella e nella voce è quella definitiva, adottata dalle FS a partire dal 1919. In precedenza il gruppo fu numerato secondo i criteri via via in uso. Si ebbero quindi diverse serie:
- prima serie: FS 835.001-020; ordinate dalle RM e da inserire nel suo previsto gruppo 5401-5500; furono costruite le RM 5401-5420, consegnate con le immatricolazioni FS 8351-8370[21][22][29];
- seconda serie: FS 835.021-030, in origine FS 8371-8380[21][30];
- terza serie: FS 835.031-254 e 255-286, in origine FS 8381-8447 e 83598-83786[21][31];
- quarta serie: FS 835.287-370, in origine FS 83787-83816[21][31].

La distinzione segue quella proposta dal Mascherpa, mentre il Cornolò distingue la terza serie in due sottoserie considerando alcune varianti incidenti anche sull'aspetto esteriore. I numeri di costruzione sono quelli delle macchine. Per tutte le unità la fonte riporta anche il numero di costruzione della caldaia, che qui non si trascrive dato che, nel corso delle grandi riparazioni, molte macchine hanno subito sostituzioni di caldaie perché ormai non più riparabili o perché inadatte rispetto alle mutate esigenze dell'esercizio (cf anche).

### Caratteristiche

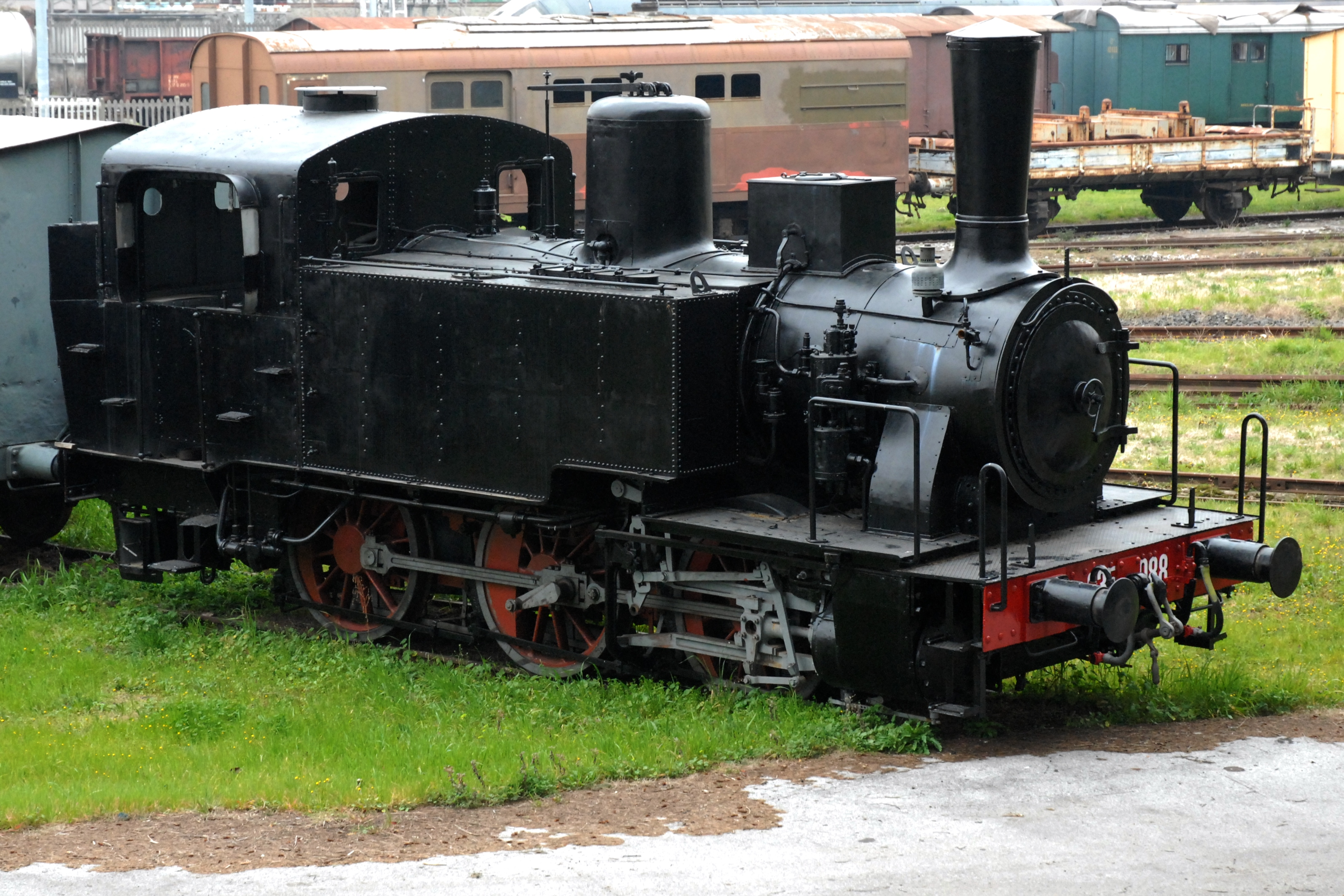
Insieme della locomotiva FS 835.088 nel Deposito rotabili storici di Pistoia il 20 marzo 2010. La macchina è priva dei fanali, di parte del biellismo e delle targhe di costruzione e di immatricolazione.

Le locomotive del gruppo 835 FS erano macchine a vapore saturo con una caldaia dotata in origine di un fascio tubiero costituito da 164 tubi e con una superficie di riscaldamento di 74,18 m², sostituito poi da uno di 168 tubi con superficie di 78,22 m².
Sviluppavano una forza di trazione massima (con scorte al minimo) di 56 kN, elevata a 62 kN per le macchine a cui, dal 1927, era stata aggiunta una zavorra di piombo applicata alle testate. Il carico per sala in origine era di 15,1 t.
Disponevano di una scorta di 5 m³ d'acqua e di 1,5 m³ di carbone, dal 1929 aumentati a 2,4 m³ grazie all'ampliamento della carboniera.
Le caratteristiche generali di costruzione erano quelle tipiche del tempo: telaio di lamiera d'acciaio unita tramite chiodature e sospensioni a balestra con bilancieri tra le prime due sale.
Lo schema di verniciatura adottato era quello normale delle locomotive delle FS.

#### Prestazioni
Le prestazioni assegnate dal Servizio Materiale e Trazione FS e pubblicate nelle Prefazioni generali all'orario di servizio (PGOS) erano le stesse per i gruppi 816, 817, 829, 830, 835 e 902 (fonte: ):
| Categorie di velocità | Gradi di prestazione delle linee | Gradi di prestazione delle linee | Gradi di prestazione delle linee | Gradi di prestazione delle linee | Gradi di prestazione delle linee | Gradi di prestazione delle linee | Gradi di prestazione delle linee | Gradi di prestazione delle linee | Gradi di prestazione delle linee | Gradi di prestazione delle linee | Gradi di prestazione delle linee | Gradi di prestazione delle linee | Gradi di prestazione delle linee | Gradi di prestazione delle linee | Gradi di prestazione delle linee | Gradi di prestazione delle linee | Gradi di prestazione delle linee | Gradi di prestazione delle linee | Gradi di prestazione delle linee | Gradi di prestazione delle linee | Gradi di prestazione delle linee | Gradi di prestazione delle linee | Gradi di prestazione delle linee | Gradi di prestazione delle linee | Gradi di prestazione delle linee | Gradi di prestazione delle linee | Gradi di prestazione delle linee | Gradi di prestazione delle linee | Gradi di prestazione delle linee | Gradi di prestazione delle linee | Gradi di prestazione delle linee |
| Categorie di velocità | 1                                | 2                                | 3                                | 4                                | 5                                | 6                                | 7                                | 8                                | 9                                | 10                               | 11                               | 12                               | 13                               | 14                               | 15                               | 16                               | 17                               | 18                               | 19                               | 20                               | 21                               | 22                               | 23                               | 24                               | 25                               | 26                               | 27                               | 28                               | 29                               | 30                               | 31                               |
| --- | -------------------------------- | -------------------------------- | -------------------------------- | -------------------------------- | -------------------------------- | -------------------------------- | -------------------------------- | -------------------------------- | -------------------------------- | -------------------------------- | -------------------------------- | -------------------------------- | -------------------------------- | -------------------------------- | -------------------------------- | -------------------------------- | -------------------------------- | -------------------------------- | -------------------------------- | -------------------------------- | -------------------------------- | -------------------------------- | -------------------------------- | -------------------------------- | -------------------------------- | -------------------------------- | -------------------------------- | -------------------------------- | -------------------------------- | -------------------------------- | -------------------------------- |
| I Speciale | -                                | -                                | -                                | -                                | -                                | -                                | -                                | -                                | -                                | -                                | -                                | -                                | -                                | -                                | -                                | -                                | -                                | -                                | -                                | -                                | -                                | -                                | -                                | -                                | -                                | -                                | -                                | -                                | -                                | -                                | -                                |
| I | -                                | -                                | -                                | -                                | -                                | -                                | -                                | -                                | -                                | -                                | -                                | -                                | -                                | 110                              | 110                              | 100                              | 100                              | 90                               | 80                               | 70                               | 70                               | 70                               | 70                               | 70                               | 70                               | 60                               | 60                               | 50                               | 50                               | 50                               | 50                               |
| II | -                                | -                                | -                                | -                                | -                                | -                                | -                                | -                                | -                                | -                                | -                                | -                                | -                                | 120                              | 120                              | 110                              | 110                              | 100                              | 90                               | 80                               | 80                               | 80                               | 80                               | 80                               | 80                               | 70                               | 70                               | 60                               | 60                               | 60                               | 60                               |
| III | -                                | -                                | -                                | -                                | -                                | -                                | -                                | -                                | 140                              | 140                              | 140                              | 140                              | 140                              | 140                              | 130                              | 120                              | 120                              | 110                              | 100                              | 90                               | 90                               | 90                               | 90                               | 90                               | 90                               | 80                               | 80                               | 70                               | 70                               | 70                               | 60                               |
| IV | -                                | -                                | -                                | 200                              | 190                              | 180                              | 180                              | 170                              | 160                              | 160                              | 150                              | 150                              | 150                              | 150                              | 140                              | 130                              | 130                              | 120                              | 110                              | 100                              | 100                              | 100                              | 100                              | 100                              | 100                              | 90                               | 80                               | 70                               | 70                               | 70                               | 60                               |
| V | -                                | 260                              | 250                              | 230                              | 220                              | 200                              | 200                              | 190                              | 180                              | 180                              | 170                              | 170                              | 170                              | 160                              | 150                              | 140                              | 140                              | 130                              | 130                              | 120                              | 110                              | 110                              | 110                              | 110                              | 100                              | 100                              | 90                               | 80                               | 80                               | 70                               | 60                               |
| VI | 320                              | 300                              | 280                              | 270                              | 250                              | 230                              | 230                              | 220                              | 210                              | 200                              | 190                              | 180                              | 180                              | 180                              | 170                              | 160                              | 150                              | 140                              | 130                              | 120                              | 110                              | 110                              | 110                              | 110                              | 100                              | 100                              | 90                               | 80                               | 80                               | 70                               | 60                               |
| VII | 400                              | 360                              | 340                              | 310                              | 290                              | 270                              | 260                              | 250                              | 240                              | 230                              | 220                              | 210                              | 200                              | 190                              | 190                              | 180                              | 160                              | 150                              | 140                              | 130                              | 130                              | 130                              | 120                              | 120                              | 110                              | 100                              | 90                               | 90                               | 80                               | 70                               | 60                               |
| VIII | 500                              | 430                              | 400                              | 370                              | 340                              | 320                              | 310                              | 290                              | 280                              | 270                              | 250                              | 240                              | 220                              | 210                              | 200                              | 190                              | 170                              | 160                              | 160                              | 140                              | 140                              | 140                              | 140                              | 130                              | 120                              | 110                              | 110                              | 100                              | 90                               | 80                               | 70                               |
| IX | 600                              | 550                              | 480                              | 450                              | 420                              | 400                              | 360                              | 340                              | 330                              | 320                              | 300                              | 280                              | 250                              | 230                              | 220                              | 210                              | 190                              | 180                              | 170                              | 160                              | 150                              | 140                              | 140                              | 140                              | 130                              | 120                              | 110                              | 110                              | 100                              | 90                               | 80                               |
| X | 700                              | 640                              | 600                              | 550                              | 520                              | 480                              | 450                              | 420                              | 400                              | 360                              | 340                              | 320                              | 290                              | 270                              | 250                              | 240                              | 220                              | 210                              | 200                              | 180                              | 170                              | 160                              | 150                              | 140                              | 130                              | 120                              | 110                              | 110                              | 100                              | 90                               | 80                               |
| La tabella contiene i carichi massimi ammessi per le diverse categorie di velocità dei treni in funzione dei gradi di prestazione delle linee ferroviarie. I valori sono espressi in tonnellate. |                                  |                                  |                                  |                                  |                                  |                                  |                                  |                                  |                                  |                                  |                                  |                                  |                                  |                                  |                                  |                                  |                                  |                                  |                                  |                                  |                                  |                                  |                                  |                                  |                                  |                                  |                                  |                                  |                                  |                                  |                                  |

## Modifiche

### Modifiche applicate a tutto il gruppo

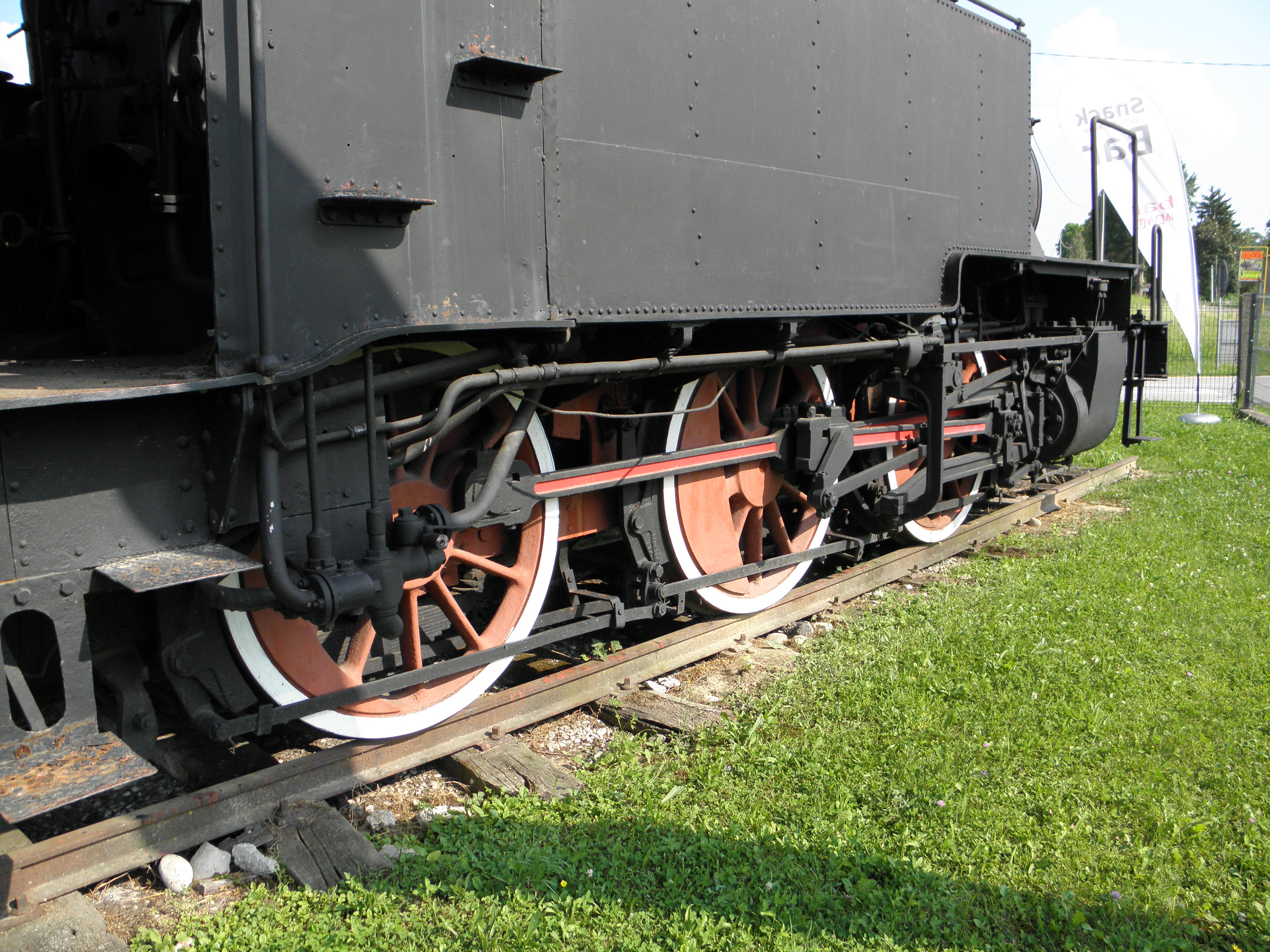
Parte inferiore della locomotiva FS 835.291 nel centro commerciale "La locomotiva" di Campo San Martino il 28 giugno 2014. Sono visibili il rodiggio, la timoneria e i ceppi dei freni, l'iniettore, il motore col biellismo, le casse dell'acqua e parte della cabina. La verniciatura in rosso dell'incavo delle bielle è di fantasia.

Tra le modifiche più importanti si citano le seguenti.
Dal 1929 le sponde della carboniera furono elevate di 550 mm portando il volume utile da 1,5 t a 2,4 t, sia per aumentare l'autonomia della macchina, sia perché la situazione politica internazionale dell'epoca spinse ad approvvigionarsi di carbone proveniente dalla Slesia, dotato di minor potere calorifico.
Dal 1930 circa i fanali a petrolio furono sostituiti con fanali elettrici, alimentati da batterie di accumulatori ubicate sotto la cabina.
L'aumento del numero dei carri e delle carrozze dotati di freno pneumatico spinse le FS a equipaggiare anche le 835 col freno pneumatico Westinghouse, la cui pompa venne utilizzata anche per alimentare la condotta dei veicoli trainati. Esso fu applicato a tutte le unità a partire dalla 83598, poi 835.098, consegnata nel 1908:. Tale modifica al principio degli anni quaranta era stata già applicata a più della metà del gruppo, ma secondo il Kalla-Bishop alcune macchine sarebbero arrivate alla demolizione senza essere state equipaggiate col freno pneumatico.
Poiché le frequenti frenature implicavano un rapido scarico del serbatoio, per accelerare la ricarica si provvide dapprima ad aggiungere un secondo compressore (riferisce il Mascherpa che tale modifica fu effettuata nel 1952 sulle 835.048, 069, 075, 253 e 345 in servizio a Milano Centrale) e quindi a sostituire i due compressori a semplice stadio con uno a due stadi di compressione (compressore "tandem-compound" Westinghouse), presumibilmente recuperati da altre locomotive demolite.
Tra le altre modifiche si cita l'applicazione di vedette con vetri alle aperture della cabina e l'adozione di corrimani antinfortunistici.

### Modifiche applicate ad alcune unità

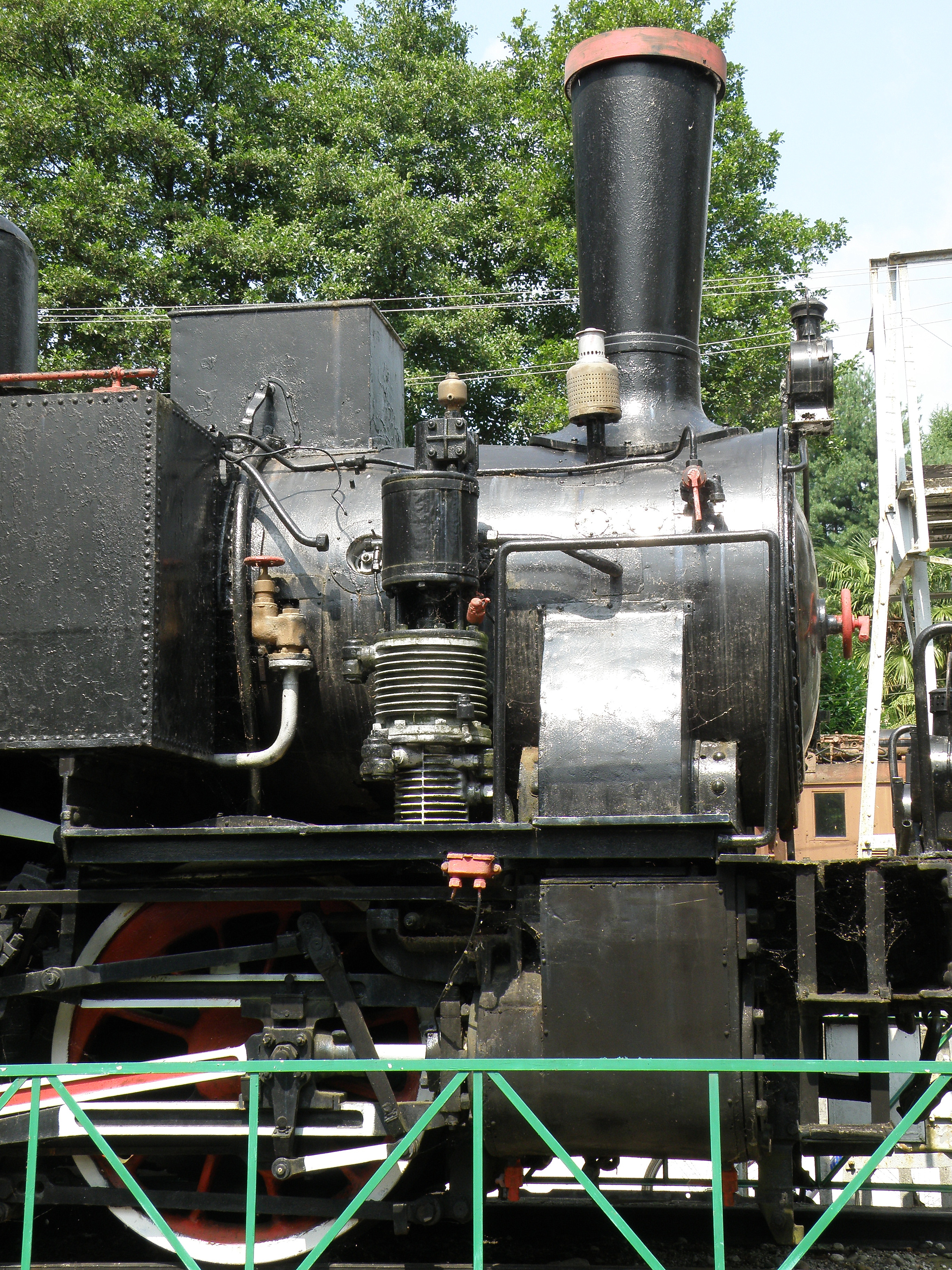
Particolare della locomotiva FS 835.222 nel Museo europeo dei trasporti Ogliari di Ranco il 10 luglio 2012. Si identificano la camera a fumo col camino, la pompa del freno Westinghouse, la valvola di rientrata dell'aria, il motore e parte del rodiggio col biellismo, la cassa dell'acqua e la sabbiera col tubo di adduzione della sabbia all'eiettore.

Verso il 1930 il Servizio Materiale e Trazione FS progettò di applicare alle 835 le caldaie utilizzate per il gruppo 805, destinato alla radiazione, forse prelevandole dalle unità demolende. Tale modifica fu sperimentata sull'835.058, ancora in servizio nel 1945, ma non ebbe seguito.
Le unità dalla 098 in poi furono dotate dall'origine dell'impianto di alimentazione del riscaldamento a vapore delle carrozze viaggiatori, necessario per garantire il servizio nelle stazioni di partenza in attesa della locomotiva titolare del treno. Esso fu eliminato a partire dagli anni cinquanta a causa dell'estensione del riscaldamento elettrico.
Dal 1935 a diverse unità (le prime furono le 835.006, 017, 055, 147 e 268) furono applicati dei depuratori dell'acqua di alimentazione della caldaia, che spostando l'equilibrio chimico facevano precipitare in forma solida le componenti incrostanti, che periodicamente venivano espulse. Tali dispositivi, entro il 1965 circa, furono sostituiti dall'immissione a mano nelle casse dell'acqua di sostanze disincrostanti.
In vari periodi diverse unità furono modificate per utilizzare, in luogo del carbone, ligniti di produzione italiana.
Prima della seconda guerra mondiale, per esigenze autarchiche, 25 macchine (tra cui l'835.252) assegnate ai depositi di Bologna e di Firenze furono modificate nella griglia e nella carboniera per bruciare lignite xiloide del Valdarno, confezionata in mattonelle. I mediocri risultati tecnici ed economici fecero sospendere il tentativo verso il 1943.
Tra il 1953 e il 1954 il tentativo fu ripetuto con le ligniti del Sulcis, modificando le unità 835.015, 257, 260, 350, 358 e altre. Tali combustibili, oltre al basso potere calorifico, avevano la caratteristica di generare scorie con forte tenore di composti solforosi, corrosivi per il forno e per altre parti del generatore. Anche in questo caso gli svantaggi condussero a una rapida fine dell'esperimento.
Nel secondo dopoguerra, sull'esempio delle locomotive a vapore lasciate dall'USATC poi gruppo 736 FS, e anche per ovviare a difficoltà di approvvigionamento del carbone, le FS modificarono macchine di vari gruppi per alimentare la combustione con la nafta e il carbone: il secondo veniva usato per l'accensione e lo stazionamento in deposito, mentre la nafta veniva impiegata nel servizio normale. Le 835 così equipaggiate, riconoscibili per la presenza di due serbatoi cilindrici per la nafta montati fra il duomo e la cabina, furono almeno 28.
Nel 1957 il carro e il rodiggio di un'835 furono utilizzati per costruire la locomotiva Diesel FS DI.240.001, poi FS 234.3099, prototipo del gruppo FS 234.
Tra il 1959 e il 1964 il carro e il rodiggio di 90 unità del gruppo 835, insieme a quelli di 6 unità del gruppo 830, tutte ormai destinate alla demolizione, vennero utilizzati per costruire altre 33 locomotive del gruppo 234 (FS 234.2001-2018 e 3001-3018) e 57 unità dei gruppi E.321 (FS E.321.001-020 e 101-120) ed E.322 (FS E.322.101-120).
Infine, verso il 1975, l'835.222 ormai assegnata alle manovre interne al deposito di Mestre fu dotata dell'aggancio automatico Scharfenberg per potere spostare le elettromotrici.

## Esercizio

### Servizi di manovra presso le Ferrovie dello Stato

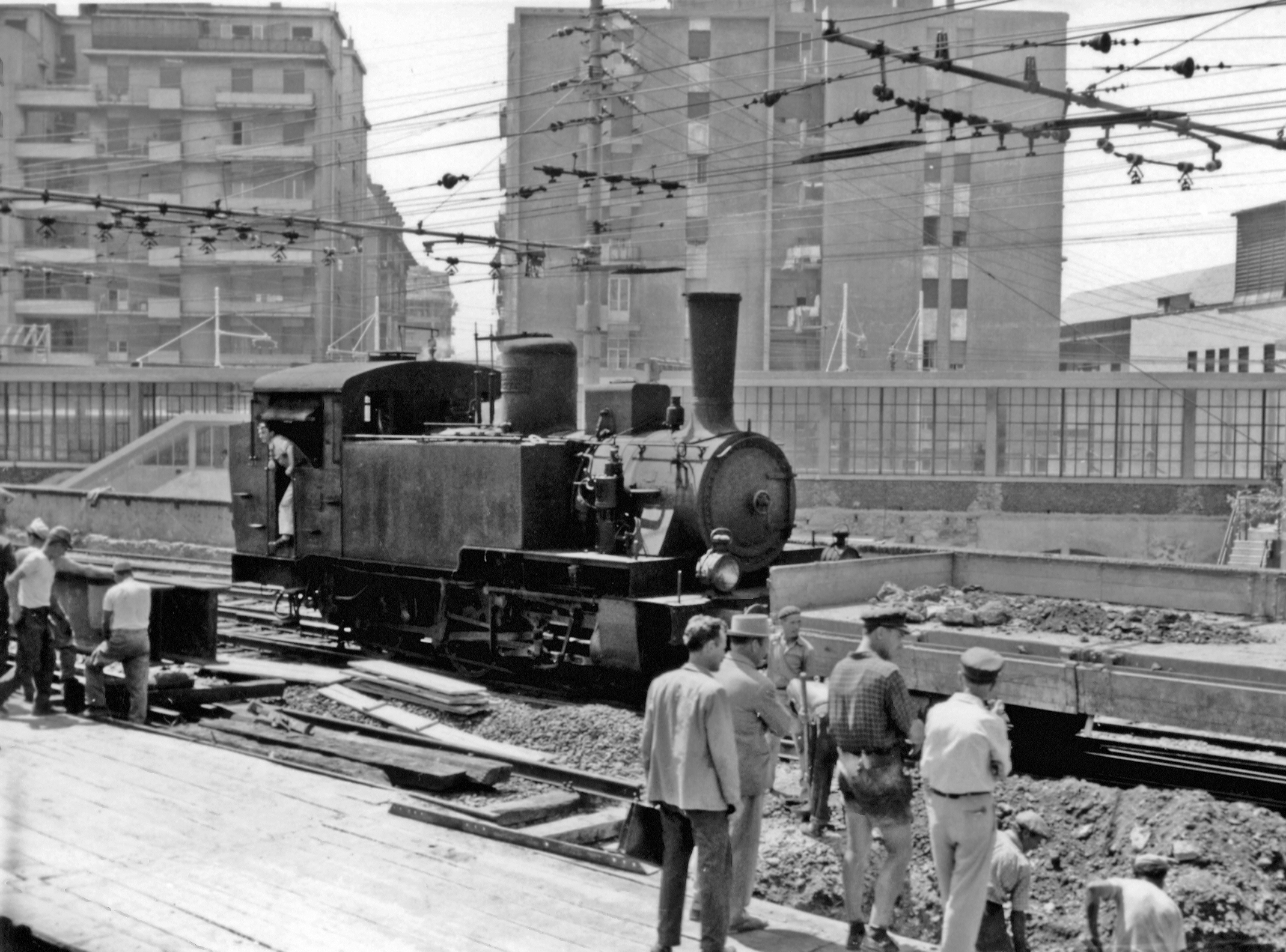
Una locomotiva del gruppo 835 non identificata in manovra nella stazione FS di Genova Brignole il 25 luglio 1960. La macchina traina un treno per il trasporto di materiali per lavori della sede ferroviaria (corpo stradale, binario ed elementi connessi). In evidenza gli impianti di trazione elettrica a corrente alternata trifase.

Come previsto dal progetto, le 835 trascorsero tutta la loro esistenza nel servizio di manovra. Per la loro ubiquità (al di là del servizio negli scali e nelle stazioni che ricadevano nella giurisdizione territoriale dei depositi locomotive a cui erano assegnate, la documentazione e le fonti riferiscono che non vi è stato impianto ferroviario o raccordo industriale, anche modesto per traffico, da cui non siano passate) esse contribuirono a costituire l'immagine del sistema ferroviario italiano del Novecento.
L'introduzione degli automotori endotermici, avvenuta a partire dal 1930, avviò la sostituzione anche nel servizio di manovra della trazione a vapore con quella Diesel. Essa sarebbe stata completata nel dopoguerra grazie a macchine di nuova concezione, che permisero alle FS di auspicare (grazie al Piano decennale) la scomparsa della trazione a vapore entro il 1972, mantenendo in servizio durante il periodo transitorio solamente le locomotive da treno dei gruppi 625, 640, 740 e 940, insieme alle 981, a cui affidare gli ultimi servizi previsti in orario, i servizi di riserva dei treni soccorso e i treni cantiere per lavori alle linee.
Tuttavia, secondo la Situazione generale delle locomotive in servizio al 1º gennaio 1956 redatta dal Servizio Materiale e Trazione delle FS, a quella data quasi tutte le unità del gruppo erano ancora in servizio, "e questo prova quanto fossero utili e funzionali" alla vigilia della seconda e decisiva fase della dieselizzazione dei servizi di manovra, propugnata con lungimiranza da Paolino Camposano e collaboratori.
Le difficoltà di bilancio con cui le FS furono costrette a convivere e l'espansione del traffico comportarono tuttavia un allungamento dei tempi previsti per il cambiamento di sistema di trazione. Riferisce Giuseppe Vicuna che alla data del 1º gennaio 1968 il parco locomotive a vapore delle FS comprendeva 1 098 unità dei gruppi 471, 480, 623, 625, 640, 685, 735, 736, 740, 741, 741, 743, 744, 835, 851, 875, 880, 895, 896, 905, 940 e 981. Le 207 unità del gruppo 835 atte al servizio in quella data costituivano, con le residue 44 unità del gruppo 851, 30 unità del gruppo 895 e 27 unità del gruppo 896, la parte del parco utilizzata esclusivamente per le manovre. Alla stessa data le locomotive da manovra Diesel-elettriche e Diesel-idrauliche erano 372 e quelle elettriche (compresi i rimorchi motori E.322 ed E.324) erano 80.

### Altri servizi presso le Ferrovie dello Stato

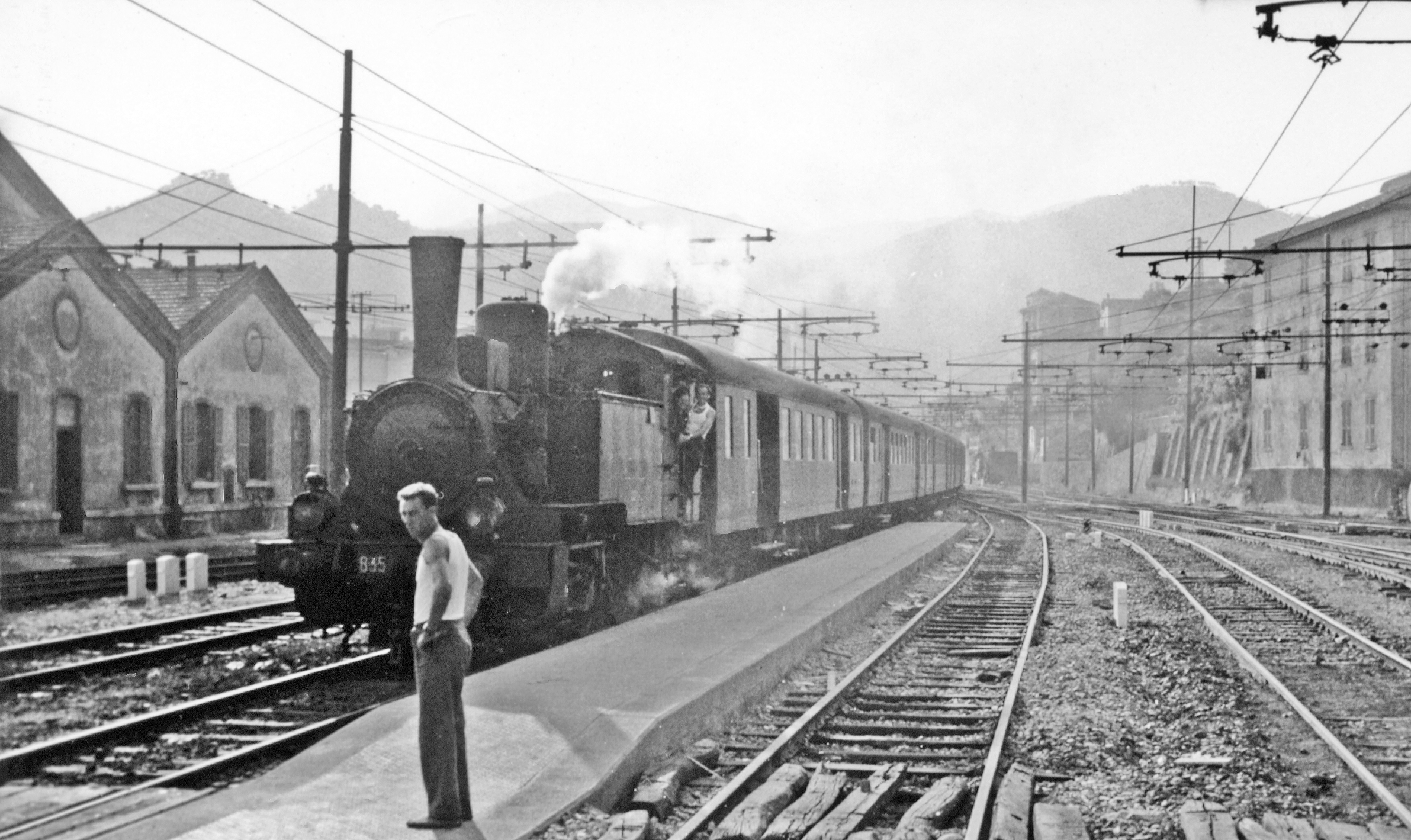
Una locomotiva del gruppo 835 non identificata in manovra nella stazione FS di Ventimiglia il 25 luglio 1960. La macchina traina un treno viaggiatori proveniente dalla Francia. In evidenza gli impianti di trazione elettrica a corrente alternata trifase (la stazione è il confine tra le reti ferroviarie dell'Italia e della Francia ed è elettrificata con entrambi i sistemi).

Fin dagli anni venti le FS utilizzarono le 835, in casi speciali, in servizi di linea come quelli tra le stazioni di Villa San Giovanni e Reggio Calabria.
Dopo la seconda guerra mondiale il grande numero di locomotive danneggiate spinse le FS a impiegare le 835 in servizi viaggiatori sulle linee Vercelli-Casale Monferrato, Foggia-Lucera e, negli anni successivi, anche Altare-San Giuseppe di Cairo. Tra i treni viaggiatori regolarmente inseriti negli orari vanno citati i casi dell'inoltro alle stazioni marittime di Brindisi e di Napoli dei treni rapidi R 52 e R 55 Roma-Brindisi e direttissimi 90 e 903 Roma-Napoli. Infine si devono citare i treni merci (specialmente sulla linea FS Margherita di Savoia Ofantino-Margherita di Savoia) e i treni materiali al servizio dei cantieri di rinnovo dell'infrastruttura ferroviaria.

### Servizi presso raccordi e altre aziende ferroviarie

#### Servizi presso raccordi
Specialmente a partire dagli anni venti alcune unità furono noleggiate o cedute a industrie private per il servizio sui loro raccordi e a società incaricate delle manovre all'interno dei porti marittimi.
Fin dal 1926 la ditta Emilio Astengo (EA), che effettuava i servizi di manovra nel porto di Savona, noleggiò dapprima l'835.128 e poi la 127. Analogamente, a partire dallo stesso anno l'Impresa Lagorara (IL), che gestiva le manovre nel porto di Genova, noleggiò l'835.126 e, tre anni dopo, le unità 121 e 123.
Altre unità furono impegnate dalla FIAT, dall'ILVA (che nel 1941 acquistò le 835.144 e 170) e dalla Montecatini. In tutta la storia del gruppo le 835 noleggiate furono almeno 115.

#### Servizi presso altre aziende ferroviarie

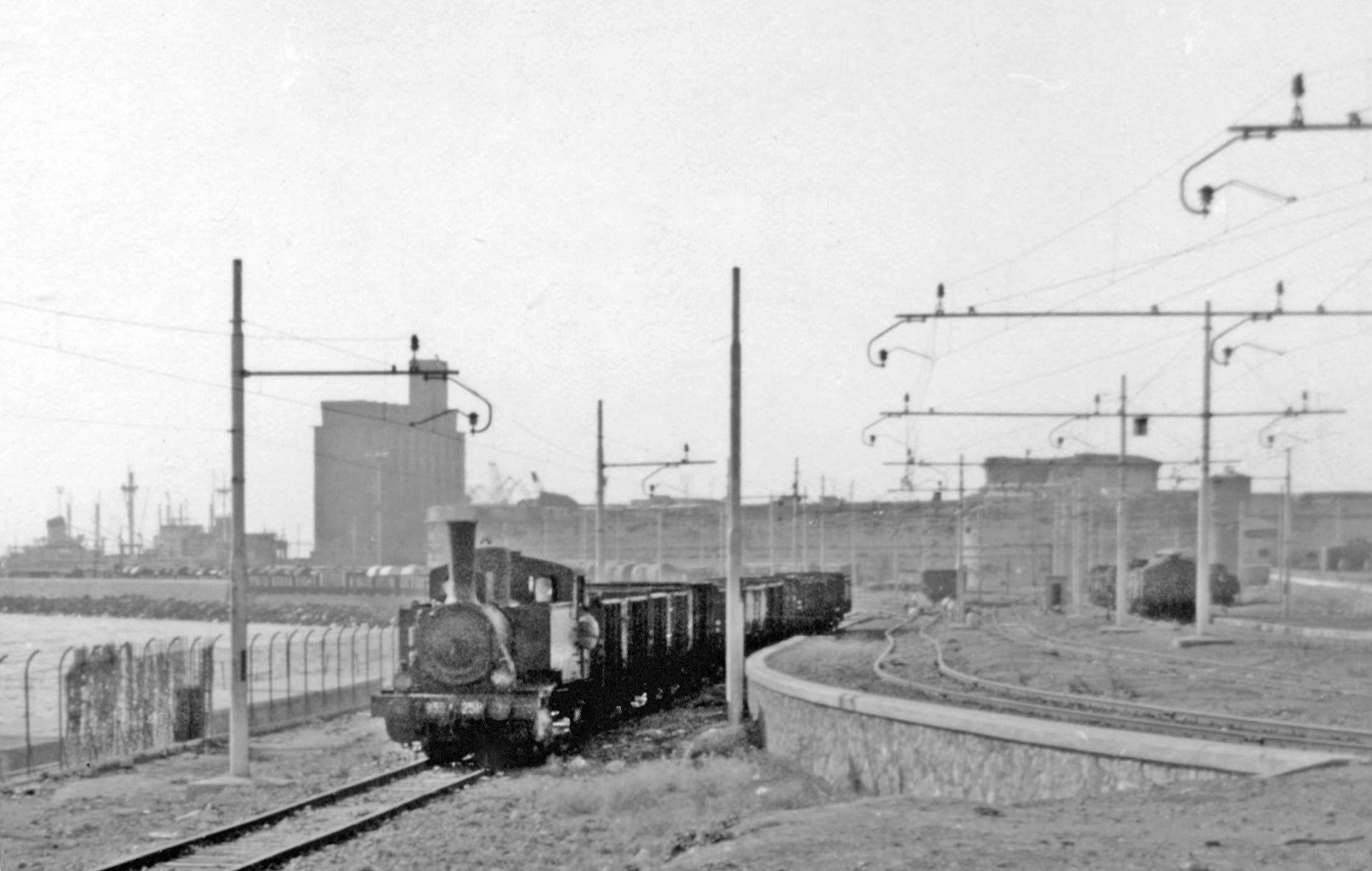
La locomotiva 835.258 in manovra nella stazione FS di Civitavecchia Marittima il 10 settembre 1959.

L'applicazione del freno pneumatico permise alle 835 di espletare anche servizi di linea, tanto merci quanto viaggiatori. Nel 1943 la Società Ferroviaria della Val d'Orba (FVO) acquisì la 835.061.
Più complesso fu il caso del noleggio alle Ferrovie Nord Milano, che fra il 1969 e il 1971 utilizzarono due macchine per il servizio di manovra negli scali di piazzale Cadorna e di Bovisa e anche per il traino di treni carichi di legname sulla linea della Valmorea (fra le stazioni di Castellanza e Cairate-Lonate Ceppino, raccordata a un'importante cartiera).
Otto macchine furono noleggiate dalla Società Nazionale Ferrovie e Tranvie (SNFT) tra il 1961 e il 1963. Esse venivano impiegate per il traino di treni merci fra Brescia e Breno e fra Brescia e Rovato, a servizio dell'industria siderurgica locale. Sulla linea Brescia-Iseo della SNFT furono impiegate anche per il traino di treni viaggiatori.

## Requisizioni durante la seconda guerra mondiale

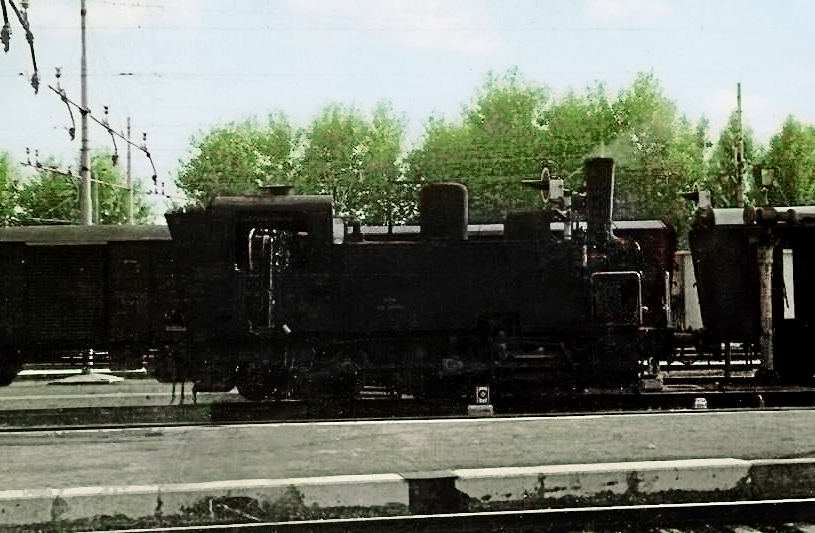
La locomotiva 835.269 in manovra nella stazione di Mestre (Venezia) nel luglio 1965. A sinistra della macchina si scorge una colonna per il rifornimento d'acqua delle locomotive a vapore. Tra il marciapiedi e le ruote della locomotiva si nota, verniciato in bianco con righe nere, un segnale basso di comando delle operazioni di manovra (c.d. "marmotta").

Il passaggio del fronte sul territorio italiano e la rilevanza strategica dei trasporti ferroviari ebbero conseguenze marcate anche sul parco trazione e sul gruppo 835. Inoltre si deve tenere presente che, fino alla stipula del trattato di pace del 1947 e alla definizione dei rapporti postbellici, la rete FS si estendeva oltre i confini di Stato attuali.
Le fonti inventariali e storiografiche, per la caoticità della situazione contingente, forniscono dati discordanti quanto al numero di unità deportate o rimaste oltre confine e solo in parte restituite alle FS nel dopoguerra.
Dopo l'8 settembre 1943 e lo smembramento delle FS che vennero suddivise fra la direzione generale di Salerno, sotto il controllo degli Alleati, e la direzione generale di Verona, sotto il controllo dei tedeschi, questi ultimi, dopo essersi serviti del sistema ferroviario per la continuazione della guerra iniziarono anche a depredarlo trasferendo in Germania e sulle reti delle nazioni occupate dall'Asse i veicoli che ritenevano utili per i loro scopi.
Tra il 1944 e il 1945 circa trenta macchine furono trasferite in Germania. Tra il 1945 e il 1948 le undici unità rimaste nella Germania Occidentale vennero restituite all'Italia.
Invece quelle rimaste nella Zona di occupazione sovietica, poi diventata Repubblica Democratica Tedesca, ebbero destini diversificati: sei passarono alle ÖStB, poi alle ÖBB e infine furono restituite all'Italia; otto (o nove) rimasero nella Germania Orientale, e nel 1958 furono depennate dall'inventario del parco locomotive FS; due (o tre) finirono nell'URSS; e sei passarono, senza altre intermediazioni, nella Germania Orientale.
Otto unità rimaste nella zona di occupazione sovietica della Germania vennero cedute dall'amministrazione militare alla Deutsche Reichsbahn e inserite nel parco di quell'azienda. Alcune (due o tre) vennero poi vendute a industrie dotate di raccordi.
Tre (o quattro) unità (non la 835.040) furono catturate dalle truppe jugoslave tra il 1944 e il 1945, non vennero restituite alle FS dopo la fine della guerra e vennero inventariate nel parco trazione jugoslavo (JZ).
Infine, dopo gli sbarchi in Sicilia e nel continente settanta unità vennero requisite dagli Alleati e rimesse in servizio dal Military Railway Service (MRS) che le inserì nel proprio gruppo B4 con numerazione non consecutiva da 58 a 169. Tali macchine furono usate "quasi esclusivamente" nelle aree di Livorno e di Napoli a servizio delle locali basi militari alleate. Terminata la guerra furono restituite tutte alle FS.

## Depositi e consistenza

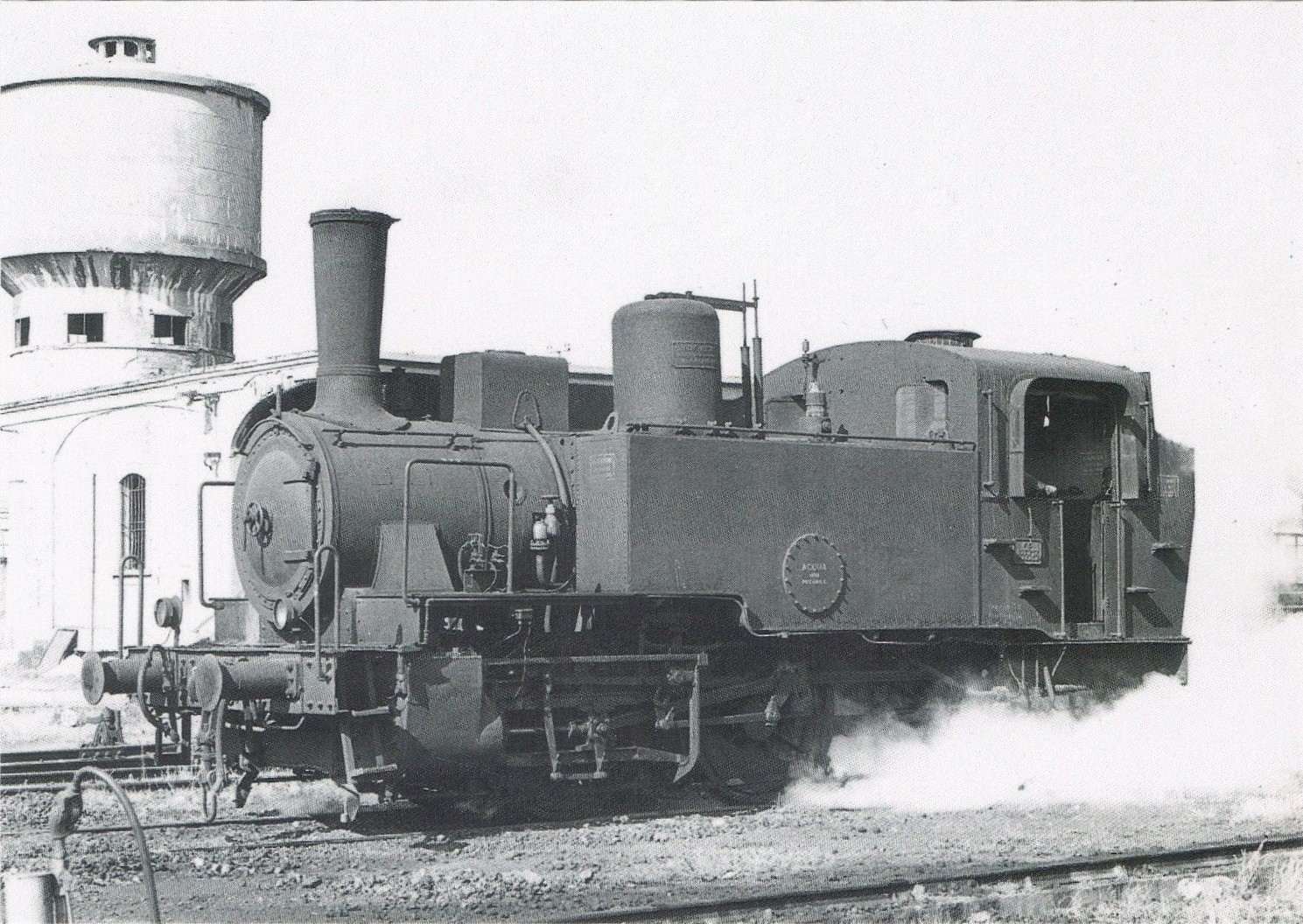
La 835.323 in manovra nel deposito di Livorno, il 14 agosto 1980. Sullo sfondo il serbatoio pensile dell'acqua per il rifornimento delle caldaie delle locomotive. L'unità venne poi destinata alla conservazione quale monumento.

### Depositi delle Ferrovie dello Stato
Assegnazioni nel 1906
Alessandria (4 unità), Genova Pontedecimo (2), Genova Rivarolo (7), La Spezia (2), Milano Centrale (2), Milano Smistamento (2), Novi San Bovo (1).
Assegnazioni nel 1916
Alessandria (13), Arona (2), Bari (4), Barletta (2), Bologna Centrale (17), Brescia (5), Brindisi (2), Catania (6), Catanzaro (1), Civitavecchia (3), Cosenza (1), Firenze Campo di Marte (6), Firenze Santa Maria Novella (12), Foggia (9), Genova Brignole (10), Genova Rivarolo (10), La Spezia (11), Lecco (3), Livorno (9), Messina (7), Mestre (8), Milano Centrale (19), Milano Smistamento (24), Napoli Centrale (22), Novi San Bovo (8), Palermo (4), Parma (14), Pisa (7), Reggio Calabria (5), Roma San Lorenzo (16), Savona (8), Taranto (8), Treviso (3), Udine (6), Venezia (6), Verona (12), Vicenza (2), Voghera (6).
Nelle officine: Officina Grandi Riparazioni di Torino (1), officina del deposito di Taranto (1), officina del deposito di Messina (2), officina del deposito di Siena (1).
Assegnazioni nel 1922
Alessandria (15), Bologna (26), Brescia (4), Catanzaro (2), Catania (16), Cervignano (1), Civitavecchia (8), Cosenza (2), Firenze Campo di Marte (6), Firenze Santa Maria Novella (11), Genova Brignole (6), Genova Rivarolo (16), Grosseto (2), La Spezia (11), Lecco (6), Livorno (11), Messina (9), Mestre (8), Milano Centrale (Vecchia) (14), Milano Sempione (24), Milano Lambrate (poi Smistamento) (8), Napoli (28), Novi San Bovo (10), Paola (4), Parma (17), Pisa (12), Reggio Calabria (15), Roma San Lorenzo (18), Roma Trastevere (12), Savona (4), Siena (1), Sulmona (2), Ventimiglia (3), Verona (16), Voghera (4).
Nelle officine: Officina Grandi Riparazioni di Torino (5), Officina Grandi Riparazioni di Verona (3), Officina Grandi Riparazioni di Firenze (2), officina del deposito di Siena (1), Officina Grandi Riparazioni di Rimini (2), Officina Grandi Riparazioni di Pietrarsa (3), Officina Meccanica della Stanga (4). In attesa dell'ingresso in officina (4).
All'estero: Deposito locomotive di Fiume (1).
Assegnazioni nel 1943
Alessandria (5), Bologna (26), Cancello (18), Civitavecchia (3), Cremona (20), Firenze (16), Fiume (2), Genova Brignole (6), Genova Rivarolo (5), La Spezia (8), Livorno (17), Mestre (1), Milano Centrale (20), Milano Smistamento (35), Napoli (18), Napoli Campi Flegrei (6), Novara (7), Novi San Bovo (2), Padova (3), Pavia (2), Pisa (10), Roma San Lorenzo (34), Roma Smistamento (7), Salerno (10), Savona (2), Taranto (20), Torino (13), Trento (2), Trieste Campo Marzio (6), Trieste Centrale (12), Venezia (3), Verona (11), Voghera (4).
In officina: Officina Meccanica della Stanga (5).
Assegnazioni nel 1951
Alessandria (9), Benevento (2), Bologna Centrale (15), Bologna San Donato (11), Bolzano (2), Brescia (4), Cervignano (1), Civitavecchia (5), Cremona (4), Firenze (16), Foggia (1), Fortezza (2), Genova Brignole (8), Genova Rivarolo (10), Grosseto (1), La Spezia (6), Lecco (6), Livorno (15), Milano Centrale (Greco) (23), Milano Smistamento (18), Napoli (24), Novi San Bovo (3), Pisa (8), Rimini (2), Roma Smistamento (4), Roma Trastevere (23), Salerno (6), Savona (7), Siena (1), Sulmona (3), Taranto (11), Torino (10), Trento (3), Trieste Campo Marzio (9), Trieste Centrale (5), Velletri (1), Venezia (4), Verona (19), Vicenza (4), Voghera (3).
Assegnazioni nel 1959

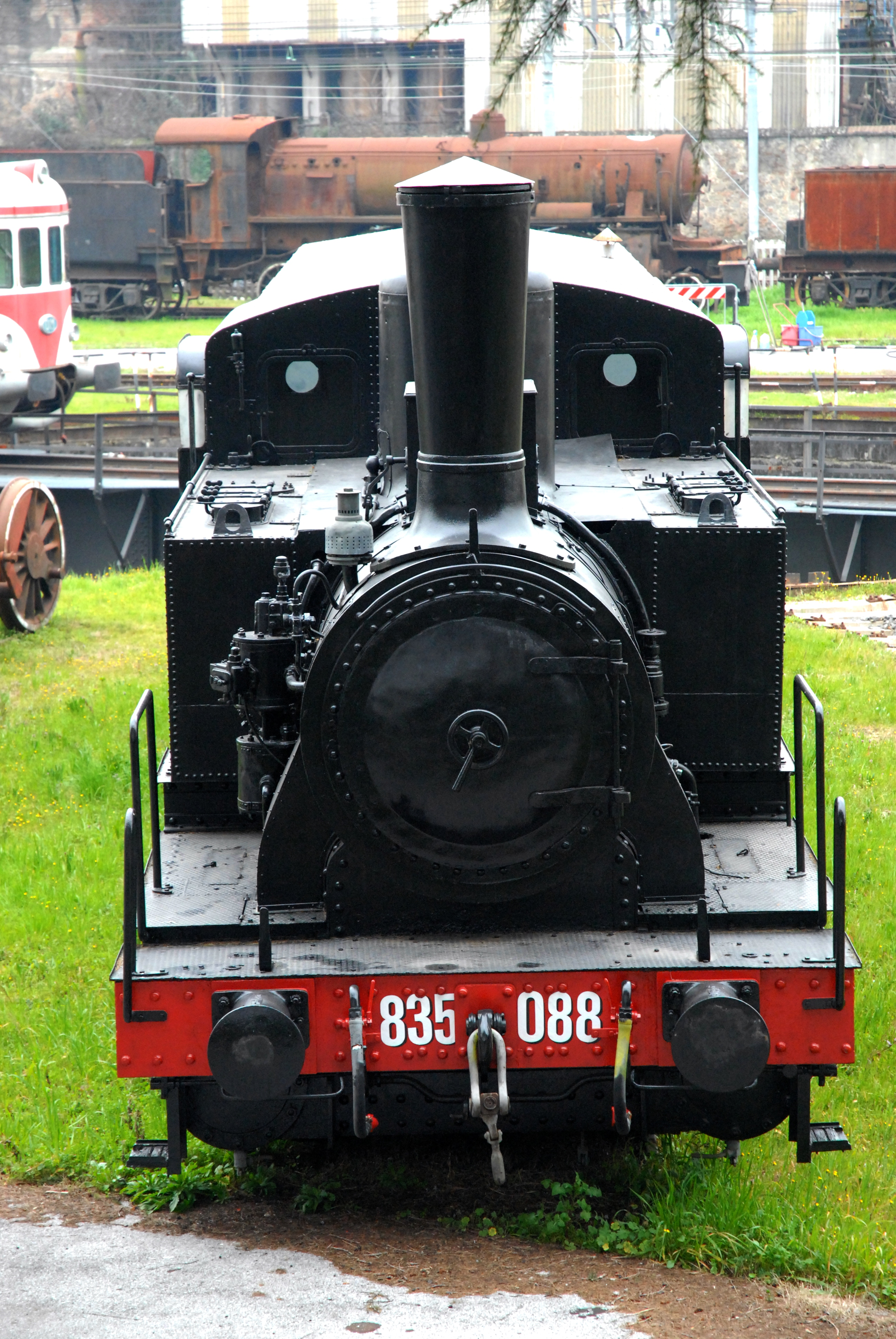
Vista frontale della locomotiva FS 835.088 nel deposito rotabili storici di Pistoia il 20 marzo 2010. Camera a fumo col camino, valvola di rientrata dell'aria, duomo, motore, casse dell'acqua, pompa del freno Westinghouse e sabbiera coi tubi di adduzione agli eiettori. Sullo sfondo la cabina di guida con le vedette per il personale. I mancorrenti sono del tipo antinfortunistico

Alessandria (8), Bari (14), Benevento (1), Bologna Centrale (31), Cagliari(4), Civitavecchia (5), Cremona (6), Firenze (21), Foggia (9), Genova Brignole (3), Genova Rivarolo (11), La Spezia (8), Lecco (8), Livorno (8), Mestre (2), Milano Centrale (Greco) (7), Milano Smistamento (26), Novara (5), Napoli (23), Novi San Bovo (6), Pisa (4), Roma Trastevere (20), Salerno (2), Sassari (1), Savona (10), Taranto (5), Torino (15), Trieste Centrale (10), Udine (4), Venezia (6), Verona (9).
Assegnazioni nel 1971
Alessandria (4), Ancona (4) di cui 1 accantonata, Bari (3), Bologna Centrale (8) di cui 2 accantonate, Cagliari (1), Catanzaro (2), Cremona (3), Fabriano (4), Firenze (6) di cui 2 accantonate, Foggia (3), Genova Rivarolo (1), La Spezia (4), Lecco (6) di cui 3 accantonate, Livorno (5) di cui 2 accantonate, Mestre (2) di cui 1 accantonata, Milano Smistamento (11) di cui 4 accantonate, Napoli (12) di cui 2 accantonate, Novara (2) di cui 1 accantonata, Novi San Bovo (5), Padova (2) di cui 2 accantonate, Pisa (2), Reggio Calabria (1), Roma Trastevere (2), Salerno (1), Savona (2), Sulmona (2), Taranto (1), Torino (2), Trieste Centrale (4) di cui 1 accantonata, Venezia (1), Verona (3).
Alla stessa data (31 dicembre 1971) 14 unità in carico a Genova Rivarolo erano noleggiate alla ditta Bucalossi di Genova.
Sempre nel 1971 14 unità erano nelle Officine Grandi Riparazioni per la manutenzione ciclica.

### Consistenza del gruppo
La consistenza del gruppo nel 1951 era di 326 unità, scese a 222 nel 1964.
Al 31 dicembre 1970 il gruppo comprendeva 152 unità, di cui 65 atte al servizio (12 di esse erano noleggiate a ditte e aziende esterne).
Alla data del 1º gennaio 1972 risultavano in servizio 165 unità, tra cui le 835.001, 040 e 222
Riferisce Gian Guido Turchi che alla data del 1º gennaio 1980 esistevano ancora 35 locomotive in ordine di marcia (sul totale di 251 macchine di vari gruppi che costituiva il residuo parco delle locomotive a vapore delle FS ancora efficienti e disponibili per l'esercizio). Il dato è in contrasto con quello fornito da Claudio Pedrazzini, che citando le assegnazioni scrive che nel 1979 le unità "ancora esistenti" sarebbero state solo 26.
Secondo Fabio Cherubini nel 1983 esistevano ancora 16 locomotive: le 835.009, 015, 034, 040, 062, 073, 166, 178, 203, 231, 323.
L'835.166 di Fabriano, costruita dall'OM nel 1910, numero di fabbricazione 302, fu l'ultima locomotiva del gruppo a rimanere attiva, sino al 6 gennaio 1984. È conservata al coperto presso l'ex squadra di rialzo di Falconara Marittima.
Nel 1992 erano ancora inventariate nel parco FS, accantonate, le 835.062, 078, 106, 166, 244 e 254.

## Conservazione

### Unità conservate in musei
Nel 2012 risultano conservate in musei le seguenti unità (nel 1998 alcune avevano un'altra sede di conservazione:):
835.001 (Museo nazionale ferroviario di Pietrarsa), 053 (Museo Nazionale dei Trasporti), 156 (Bussoleno), 159 (Museo dei Tramways, Altavilla Monferrato), 161 (Milano), 186 (Museo nazionale della scienza e della tecnologia "Leonardo da Vinci"), 213 (Museo Nazionale dei Trasporti), 222 (Museo Europeo dei Trasporti), 226 (Milano), 231 (Museo ferroviario di Trieste Campo Marzio), 240 (Museo ferroviario piemontese), 244 (Museo Ferroviario della Puglia).

### Unità in attesa di restauro o di demolizione
Nel 2011 le seguenti unità sono in attesa del restauro (statico o funzionale), al fine della conservazione in musei o in parchi di materiale per treni storici, o della demolizione:
068 (Falconara Marittima), in attesa di restauro; 088 (Deposito rotabili storici di Pistoia), in attesa di rimessa in efficienza; 127 (Arquata Scrivia), presso una ditta di demolizioni; 156 (Bussoleno), in attesa della demolizione; 226 (Deposito locomotive di Milano Smistamento), in attesa di rimessa in efficienza.

### Unità conservate come monumenti

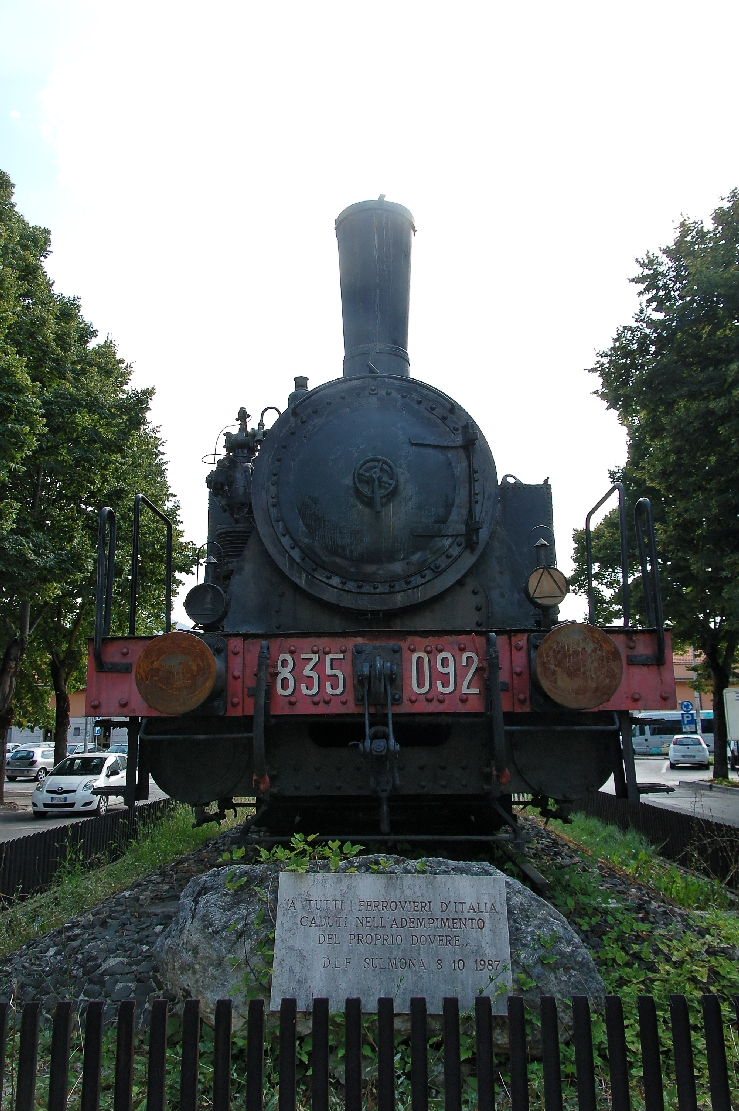
Vista frontale della locomotiva FS 835.092 conservata come monumento nel piazzale della stazione di Sulmona il 18 ottobre 2011. Camera a fumo col camino, valvola di rientrata dell'aria, duomo, motore, casse dell'acqua, pompa del freno Westinghouse. Fanali assomiglianti a quelli d'origine adattati per l'illuminazione elettrica.

Per le loro modeste dimensioni e masse fin dagli anni sessanta le 835 furono acquisite da privati e associazioni quali "monumenti alla locomotiva". Nel 2012 risultano esistenti le seguenti unità:
835.009 (Botticino Mattina, già nel Deposito locomotive di Verona), 012 (Marradi), 015 (Ospedaletto, già a Domegliara), 029 (Cecina), 034 (Gemona del Friuli) forse demolita, 040 (Pola), ceduta alle ferrovie jugoslave nel 1984, 043 (Viadana), 046 (San Zenone al Lambro), 047 (Monza), 051 (Piana delle Orme), 062 (Venturina Terme), 067 (Falconara Marittima), 069 (Gemona del Friuli), 073 (Castelletto Ticino), 084 (Livorno), 092 (Sulmona), 106 (Brescello), 114 (Salerno), 127 (Barbisano TV), 136 (Treia), 149 (Savona), 157 (Vallecrosia), 160 (Castel Maggiore), 163 (Vanzaghello), 166 (Falconara Marittima, 168 (San Lazzaro di Savena), 203 (Genova), 205 (Polla), 219 (già alla Mostra d'Oltremare; demolita nel 2005), 234 (Bomporto), 235 (Pieve di Certaldo, forse demolita), 241 (Carpignano Sesia), dal 2020 a Borgosesia, 255 (Bologna), 257 (Landriano), 260 (Ancona), 262 (Viadana), 271 (Affi), 274 (San Donà di Piave), 275 (Taino), 276 (San Zeno Naviglio), 291 (Campo San Martino), 295 (Ozzano Emilia), 322 (Caldaro), 323 (Telese Terme, proveniente dal Deposito locomotive di Livorno Centrale), 327 (dal 2020 a Taranto), 348 (Spilimbergo).

## Soprannomi
I ferrovieri soprannominarono le 835 "Cirilla" con riferimento a diffusi soprannomi delle domestiche. Tra gli altri soprannomi si citano quelli di "caffettiera", comune anche ad altri gruppi non solo delle FS, e "permanente" perché sempre presenti sui piazzali (giacché assegnate in permanenza alle manovre). Secondo una fonte furono soprannominate anche "Pierina", ma tale soprannome è attestato con sicurezza solo per le due macchine del gruppo 897 FS.

## Riproduzioni fermodellistiche

### Scala H0
Il modello in scala H0 dell'835 fu realizzato nel 1954 dalla Rivarossi e costituì la prima riproduzione realistica di una locomotiva a vapore italiana. Rimase in catalogo fino al 1964. Nel 1967 fu sostituito da una versione semplificata ed "economica", rimasta in produzione fino al 1987 con diverse migliorie. Nel 1995 il modello riapparve completamente riprogettato, nella scala 1:87 corrispondente al vero rapporto di riduzione normato per la scala H0, e allineato ai livelli di qualità correnti. Tra i modelli delle ditte artigianali di "fascia alta" si cita quello della Fulgurex del 2009.
Tra il 1955 e il 1959 Rivarossi produsse anche una versione dell'835 "americanizzata", ovviamente di fantasia, che negli Stati Uniti d'America fu venduta da Aristo-Craft, distributore dei prodotti della ditta comasca prima della Lionel.

### Scala N
Il primo modello in scala N fu prodotto dal 1965 al 1967 a cura della ditta Tibidabo. In previsione del riavvio dell'attività di produzione di modelli ferroviari, verso il 2000, l'azienda considerò una sua ripresa con adeguamenti, poi non concretatasi.

### Riferimenti
1. 1 2 3 4  Pedrazzini 2011b, p. 28.
2. 1 2  Vicuna, p. 350.
3. 1 2 3 4 5 6 7 8  Mascherpa, p. 24.
4. ↑  Damen et al., p. 91.
5. ↑  Mascherpa, pp. 14-26.
6. 1 2  Pedrazzini 2011b, p. 29.
7. 1 2 3 4  Mascherpa, p. 17.
8. ↑  Cornolò, pp. 27 e 594-597.
9. ↑  Cornolò, p. 41.
10. 1 2  Pedrazzini 2013, p. 35.
11. ↑  Diegoli, pp. 676-677.
12. 1 2 3 4 5  Mascherpa, p. 15.
13. ↑  Corbellini, pp. 434-444.
14. ↑  Nascimbene e Riccardi 2005, pp. 14-24.
15. ↑  Briano 1977b, pp. 134-135.
16. ↑  Ferrovie dello Stato, Nozioni, p. 186.
17. ↑  Mascherpa, pp. 15-16.
18. 1 2 3  Mascherpa, p. 16.
19. ↑  Cornolò, pp. 600-603.
20. ↑  Mascherpa, pp. 16-17.
21. 1 2 3 4 5  Cornolò, p. 476.
22. 1 2  Kalla-Bishop, pp. 84-85.
23. 1 2 3 4  Pedrazzini 2011a, pp. 58-61.
24. ↑  Pedrazzini 2011b, pp. 30-32.
25. 1 2  Riccardi et al., pp. 289-298.
26. 1 2 3 4 5 6 7 8 9 10 11 12 13 14  Pedrazzini 2011a, p. 58.
27. ↑  Pedrazzini 2011a, pp. 58-59.
28. 1 2 3 4 5 6 7 8  Pedrazzini 2011b, p. 31.
29. ↑  Mascherpa, pp. 15, 19 e 24.
30. ↑  Mascherpa, pp. 15, 19 e 25.
31. 1 2 3  Mascherpa, pp. 19 e 24.
32. 1 2  Mascherpa, pp. 23-24.
33. 1 2 3  Riccardi 1995, p. 32.
34. ↑  Mascherpa, pp. 19-20 e 24.
35. ↑  Mascherpa, p. 19.
36. ↑  Mascherpa, pp. 20, 22, 24.
37. ↑  Pedrazzini 2013, p. 36.
38. 1 2 3  Mascherpa, p. 22.
39. ↑  Kalla-Bishop, p. 84.
40. 1 2 3 4 5  Mascherpa, p. 23.
41. ↑  Mascherpa, pp. 17 e 23.
42. ↑  Mascherpa, pp. 24-25.
43. ↑  Riccardi 1995, pp. 28-30.
44. 1 2  Riccardi 1995, pp. 30-31.
45. ↑  Nascimbene e Vanni, pp. 40-41.
46. ↑  Mascherpa, p. 26.
47. ↑  Pedrazzini 2013, p. 9.
48. ↑  Nascimbene e Riccardi 2005, pp. 63-64.
49. ↑  Pedrazzini 2011b, p. 27.
50. ↑  Paolino Camposano, Prospettive della dieselizzazione dei servizi a vapore di linea e di manovra della rete FS e previsioni sui relativi vantaggi tecnico-economici, in Ingegneria ferroviaria, 11 (1956), n. 7-8, pp. 597-607.
51. ↑  Vicuna, pp. 348, 350, 373 e 402.
52. 1 2 3 4 5 6 7  Riccardi 1995, p. 30.
53. 1 2  Riccardi 1995, p. 26.
54. ↑  Riccardi 1995, pp. 26-28.
55. 1 2 3  Riccardi 1995, p. 28.
56. ↑  Pedrazzini 2013, p. 55.
57. ↑  Ferrovie dello Stato, Nozioni, p. 274.
58. 1 2 3  Cornolò, p. 479.
59. ↑  Alessandro Sasso, Claudio Serra, La Ferrovia della Valle d'Orba in Mondo Ferroviario, 15 (2000), n. 166, p. 24.
60. 1 2 3 4  Pedrazzini 2011a, p. 57.
61. ↑  Briano 1977a, pp. 211-225.
62. ↑  Briano 1977b, pp. 169-170.
63. ↑  Briano 1977a, pp. 212-213.
64. ↑  Pedrazzini 2011b, pp. 22-27, 29-32.
65. ↑  Briano 1977a, p. 214.
66. ↑  Gianfranco Berto, 65 anni dopo. La memoria della guerra, in Tutto treno, 21 (2009), n. 230, p. 17.
67. ↑  Angelo Nascimbene, Prima del '44. I giorni difficili, in Tutto treno, 21 (2009), n. 230, pp. 22-35.
68. ↑  Angelo Nascimbene, La lunga notte del Quarantaquattro, in Tutto treno, 21 (2009), n. 230, pp. 36-65.
69. 1 2 3  Pedrazzini 2011b, pp. 22, 29-32.
70. ↑  Pedrazzini 2011b, pp. 22, 25.
71. 1 2 3 4 5  Pedrazzini 2013, pp. 51-54.
72. ↑  Pedrazzini 2011b, pp. 26-27.
73. 1 2  Pedrazzini 2011b, p. 22.
74. ↑  Tourret, pp. 293-299.
75. 1 2 3  Riccardi et al., p. 288.
76. ↑  Nascimbene e Riccardi 2005, pp. 40-41.
77. ↑  Pedrazzini 2013, p. 56.
78. ↑  Nascimbene e Riccardi 1995, p. 97.
79. ↑  Pedrazzini 2013, pp. 56-57.
80. ↑  Riccardi et al., pp. 288-289.
81. ↑  Nascimbene e Riccardi 1995, p. 98.
82. 1 2 3  Riccardi 1993, p. 55.
83. 1 2  Pedrazzini 2013, p. 58.
84. ↑  Riccardi et al., p. 289.
85. ↑  Turchi, p. 25.
86. ↑  Pedrazzini 2013, p. 59.
87. 1 2 3 4 5 6 7 8 9 10 11 12 13 14 15 16 17 18 19 20 21 22 23 24 25 26 27 28 29 30 31 32 33 34 35 36 37 38 39 40 41 42 43 44 45 46 47 48 49 50  Marini, p. 5.
88. ↑  Franco Castiglioni, Vapore 1992. Le locomotive conservate in Italia. Musei, monumenti e vapore attivo, Torino, Gulliver, 1992, p. 43.
89. ↑  Cornolò, pp. 582-583.
90. 1 2 3 4 5  Marini, p. 4.
91. 1 2 3 4 5 6 7 8 9  Pedrazzini 2011a, p. 60.
92. 1 2 3 4 5 6  Pedrazzini 2011a, p. 61.
93. 1 2 3 4 5 6 7 8 9 10 11  Pedrazzini 2011b, p. 30.
94. ↑  Fabio Vergari, Museo ferroviario in Puglia, in I treni, 25 (2003), n. 251, p. 14.
95. 1 2 3 4 5 6 7 8  Pedrazzini 2011a, p. 59.
96. ↑  Riccardi 1995, p. 31.
97. 1 2  Attualità d'epoca, in I treni, 41 (2020), n. 442, p. 10
98. 1 2  Pedrazzini 2011b, p. 32.
99. ↑   A Telese Terme la locomotiva a vapore 835.323 di Livorno, su ferrovie.it. URL consultato il 28 settembre 2023.
100. ↑  Cornolò, p. 480.
101. 1 2  Pedrazzini 2011a, p. 51.
102. ↑  Locomotiva a Vapore 0-3-0 Gr. 835.
103. ↑  Catalogo generale di vendita 1954, Como, Rivarossi, 1954, p. 10.
104. ↑  Catalogo Serie Junior 1967, Como, Rivarossi, 1967, p. 4.
105. ↑  Catalogo generale di vendita 1986, Como, Rivarossi, 1986, p. 27.
106. ↑  Prove e misure. Locomotiva FS 835. Rivarossi H0, in I treni, 17 (1995), n. 168, pp. 40-43.
107. ↑  Mondo modellistico. La regina delle manovre, in I treni, 32 (2011), n. 334, p. 58.
108. ↑  Benedetto Sabatini, Fiera di Norimberga 2008. A grande richiesta ritornano i '70, in Tutto treno, 21 (2008), n. 217, pp. 50-51.
109. ↑  Redazione Modellismo, Fulgurex H0. 835, locotender di gran classe, in Tutto treno, 22 (2009), n. 233, pp. 48-49.
110. ↑  Locomotiva a Vapore 0-6-0 ERIE.
111. ↑  Paolo Giacobbo, La L 0-6-0 / R ovvero la “US 835“ .
112. ↑  Antonio Rampini, Tibidabo. 35 anni di scala N, in Tutto treno, 13 (2001), n. 146, pp. 56-57.
113. ↑  Antonio Rampini, Storia della scala N, CeNto bandiere.

### Fonti a stampa
- Pietro Accomazzi, Nozioni elementari sulla locomotiva delle strade ferrate, 7ª ed., Torino-Genova, Lattes Editori, 1923.
- Guido Corbellini, Il cinquantenario delle Ferrovie dello Stato, in Ingegneria Ferroviaria, vol. 10, n. 5-6, 1955,  pp. 333-528, ISSN 0020-0956 (WC · ACNP).
- Manlio Diegoli, La trazione a vapore, in Ingegneria Ferroviaria, vol. 16, n. 7-8, 1961,  pp. 671-680, ISSN 0020-0956 (WC · ACNP).
- Ferrovie dello Stato. Direzione generale. Servizio Trazione, Album dei tipi delle locomotive ed automotrici, Firenze, Ferrovie dello Stato, 1915.
- Ferrovie dello Stato. Direzione generale. Servizio Trazione, Album dei tipi delle locomotive ed automotrici, Firenze, Ferrovie dello Stato, 1923.
- Ministero delle Comunicazioni. Ferrovie dello Stato. Scuole Aiuto macchinisti, La locomotiva a vapore, in Nozioni di cultura professionale, volume 2, parte 1, Firenze, Soc. an. stab. tipografico già G. Civelli, 1940.
- Giuseppe Vicuna, Organizzazione e tecnica ferroviaria, Roma, Collegio Ingegneri Ferroviari Italiani, 1968.

### Storiografia e complementi
- Italo Briano, Storia delle ferrovie in Italia, vol. 1 Le vicende, Milano, Cavallotti, 1977.
- Italo Briano, Storia delle ferrovie in Italia, vol. 2 La tecnica 1, Milano, Cavallotti, 1977.
- Giovanni Cornolò, Locomotive a vapore FS, 2ª ed., Parma, Ermanno Albertelli, 1998, ISBN 88-85909-91-4.
- Alcide Damen, Valerio Naglieri, Plinio Pirani, Treni di tutto il mondo. Italia. Locomotive a vapore, Parma, Ermanno Albertelli, 1971.
- (EN) Peter Michael Kalla-Bishop, Italian State Railways steam locomotives, Abingdon, R. Tourret, 1986,  pp. 86-87, ISBN 0-905878-03-5.
- Paolo Marini, Locomotive a vapore oggi, in I treni, vol. 34, n. 365, 2013,  pp. 1-8, ISSN 0392-4602 (WC · ACNP).
- Erminio Mascherpa, Mille facce dell'835, in I treni, vol. 17, n. 168, 1995,  pp. 14-26, ISSN 0392-4602 (WC · ACNP).
- Angelo Nascimbene, Aldo Riccardi, FS anni '50, prima parte Trazione a vapore e Diesel, Albignasego, Duegi, 1995, ISSN 1124-4232 (WC · ACNP).
- Angelo Nascimbene, Aldo Riccardi, 1905-2005. Cento anni di locomotive a vapore delle Ferrovie dello Stato, in Tutto treno tema, con la collaborazione di Federico Rigobello e Pierluigi Scoizzato, n. 20, 2005,  pp. 53-56, 59, ISSN 1124-4232 (WC · ACNP).
- Angelo Nascimbene, Luca Vanni, FS Trenitalia. Locomotive Diesel, Albignasego, Duegi, 2002, ISSN 1124-4232 (WC · ACNP).
- Claudio Pedrazzini, Ricordo delle locomotive-tender Gruppo 835 (prima parte), in Mondo ferroviario & viaggi, vol. 26, n. 293, 2011,  pp. 46-61, ISSN 0394-8854 (WC · ACNP).
- Claudio Pedrazzini, Ricordo delle locomotive-tender Gruppo 835 (seconda parte), in Mondo ferroviario & viaggi, vol. 26, n. 294, 2011,  pp. 20-33, ISSN 0394-8854 (WC · ACNP).
- Claudio Pedrazzini, Le locomotive-tender Gr. 835. Le piccole, grandi locomotive da manovra delle Ferrovie dello Stato, con contributi di Franco Dell'Amico, Silverio Nuti, Umberto Graffitti, Loris Toneguzzo, Paolo Marini, Trento, Aldebaran, 2013.
- Aldo Riccardi, Vapore: le ultime fumate, in Ferrovie italiane dal 1970 al 1980, Albignasego, Duegi, 1993, ISSN 1124-4232 (WC · ACNP).
- Aldo Riccardi, 835, i rimorchiatori della rotaia, in Tutto treno, vol. 8, n. 82, 1995,  pp. 24-36, ISSN 1124-4232 (WC · ACNP).
- Aldo Riccardi, Locomotive FS a combustione mista, in Tutto treno, vol. 15, n. 176, 2004,  pp. 16-21, ISSN 1124-4232 (WC · ACNP).
- Aldo Riccardi, Marco Sartori, Marcello Grillo, Locomotive a vapore in Italia. Ferrovie dello Stato. 1905-1906, Firenze, Pegaso, 2013, ISBN 978-88-95248-40-0.
- (EN) R. Tourret, Allied military locomotives of the Second World War, Abingdom, R. Tourret, 1995, ISBN 0-905878-06-X.
- Gian Guido Turchi, Vapore oggi, in I treni oggi, vol. 1, n. 3, 1980,  pp. 24-26, ISSN 0392-4602 (WC · ACNP).